# Пасхальный заяц

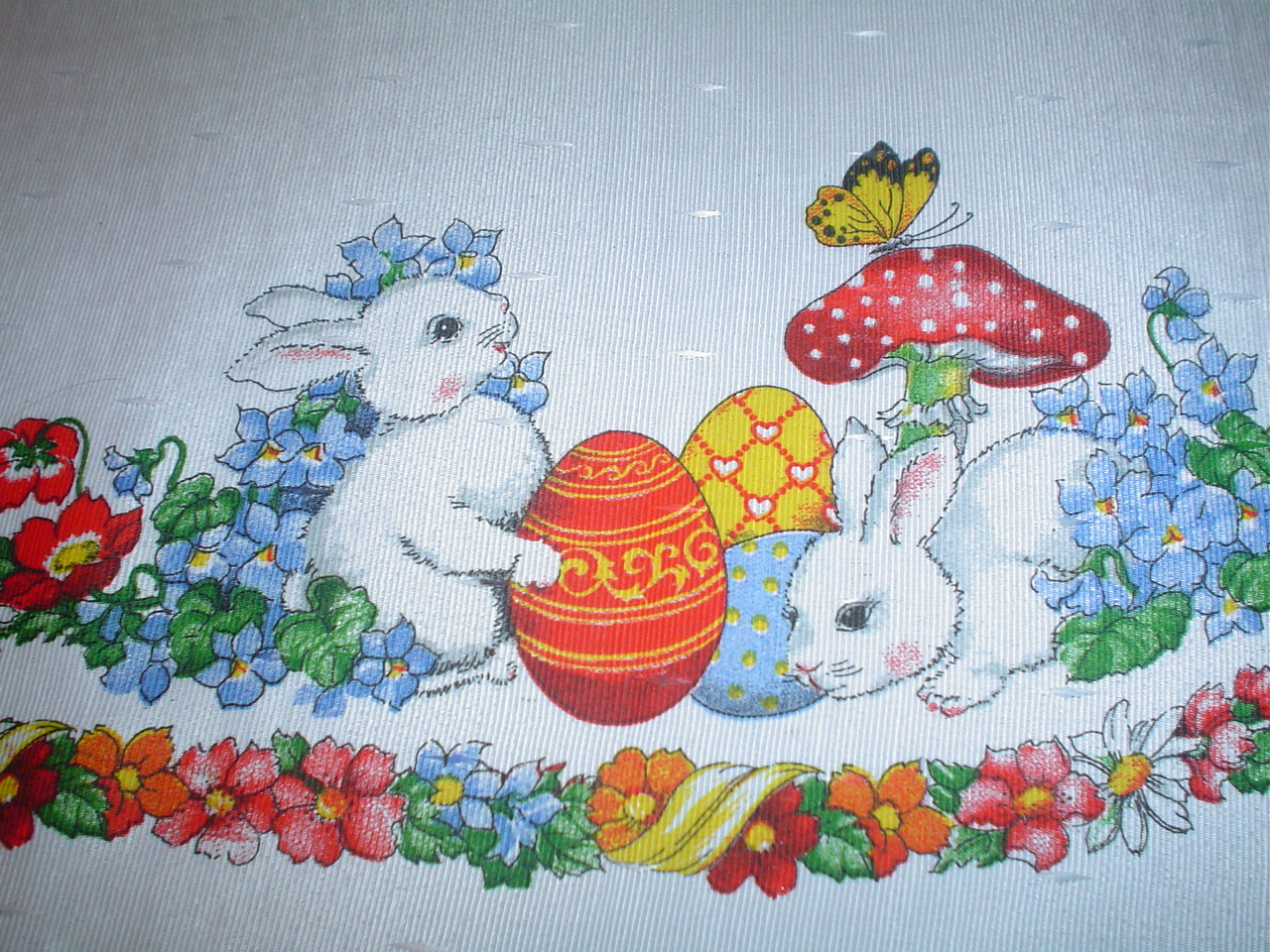
Пасхальный кролик — символ плодородия — и пасхальное яйцо — символ жизни

Пасха́льный кро́лик или Пасхальный заяц — пасхальный символ в культуре некоторых стран Западной Европы, Канады и США.

## Происхождение традиции

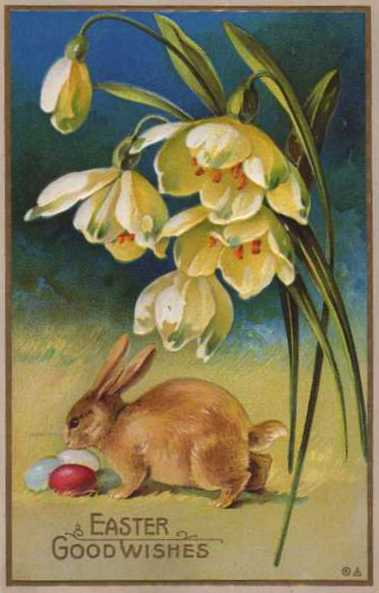
Пасхальная открытка, начало XX в.

По мнению Центра детской литературы и культуры Флоридского университета, происхождение пасхального кролика восходит к древнегерманским традициям. Тевтонское божество рассвета Эостра (Остара) было богиней весны и плодородия. Празднования в её честь проводились в день весеннего равноденствия. Её символом был кролик — животное, отличающееся чрезвычайной плодовитостью. Культ Эостры был распространён и среди англосаксов, а ассоциация зайцев с пасхальными праздниками существовала в фольклоре ещё в XIX веке. Считается, что зайцы несли светильники Эостры, которая была богиней утренней зари и весеннего плодородия. Корни этой традиции, скорее всего, теряются в глубине веков, так как заяц был животным, сопровождавшим древнегреческую богиню Афродиту.
Легенда о пасхальном зайце впервые документально отмечена в XVII веке. В 1682 году был опубликован рассказ «De ovis paschalibus — von Oster-Eyern» профессора медицины Георга Франка фон Франкенау (нем. Georg Franck von Franckenau) о кролике, откладывающем яйца и прячущем их в саду. Пасхального зайца «Остерхазе» (нем. Osterhase) считали одной из «величайших радостей детства». Его ждали так же, как и подарков на Рождество.
Легенду принесли в США в XVIII веке иммигранты из Германии, которые поселились на юго-востоке штата Пенсильвания. Говорившие на нижненемецком языке немецкие поселенцы, которые иммигрировали в Северную Америку в конце XVII — начале XVIII века, привезли с собой эту легенду и традицию дарить детям марципановых зайцев.
На Мальте существует традиция на Пасху выпекать фигурки — фиголли (в том числе и в виде зайцев) из песочного теста с марципановой начинкой. Фиголли, как правило, украшают глазурью светлых цветов, кондитерскими жемчужинами и шоколадными яйцами.

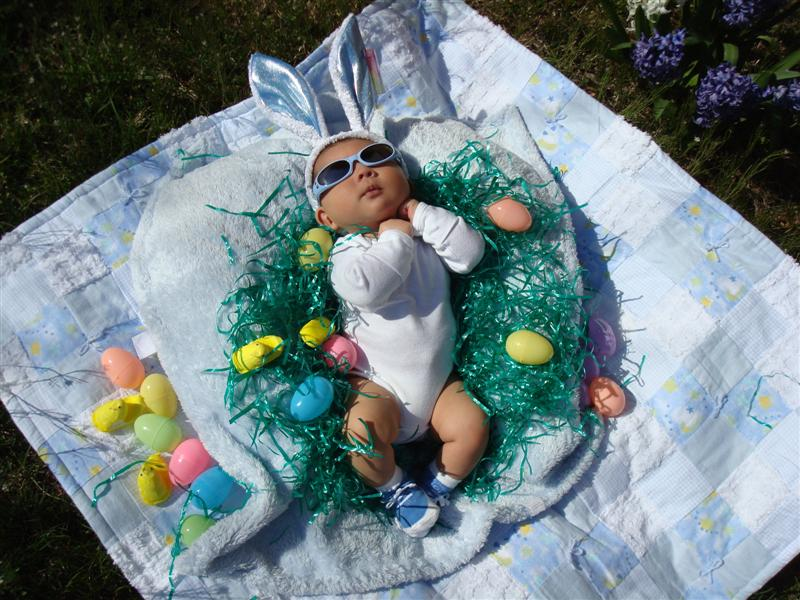
ребёнок в костюме пасхального кролика
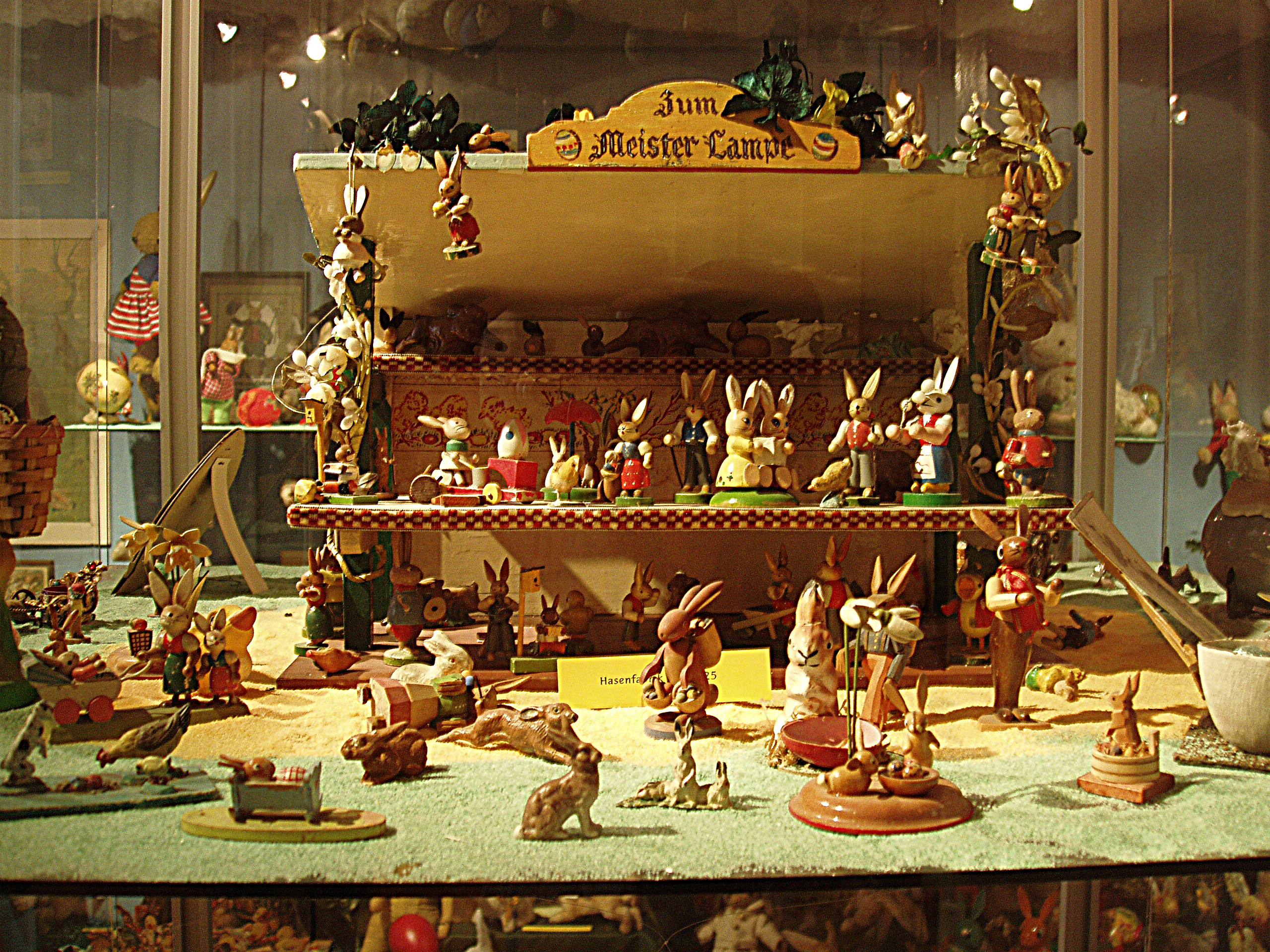
Музей пасхального зайца Мюнхен, Германия
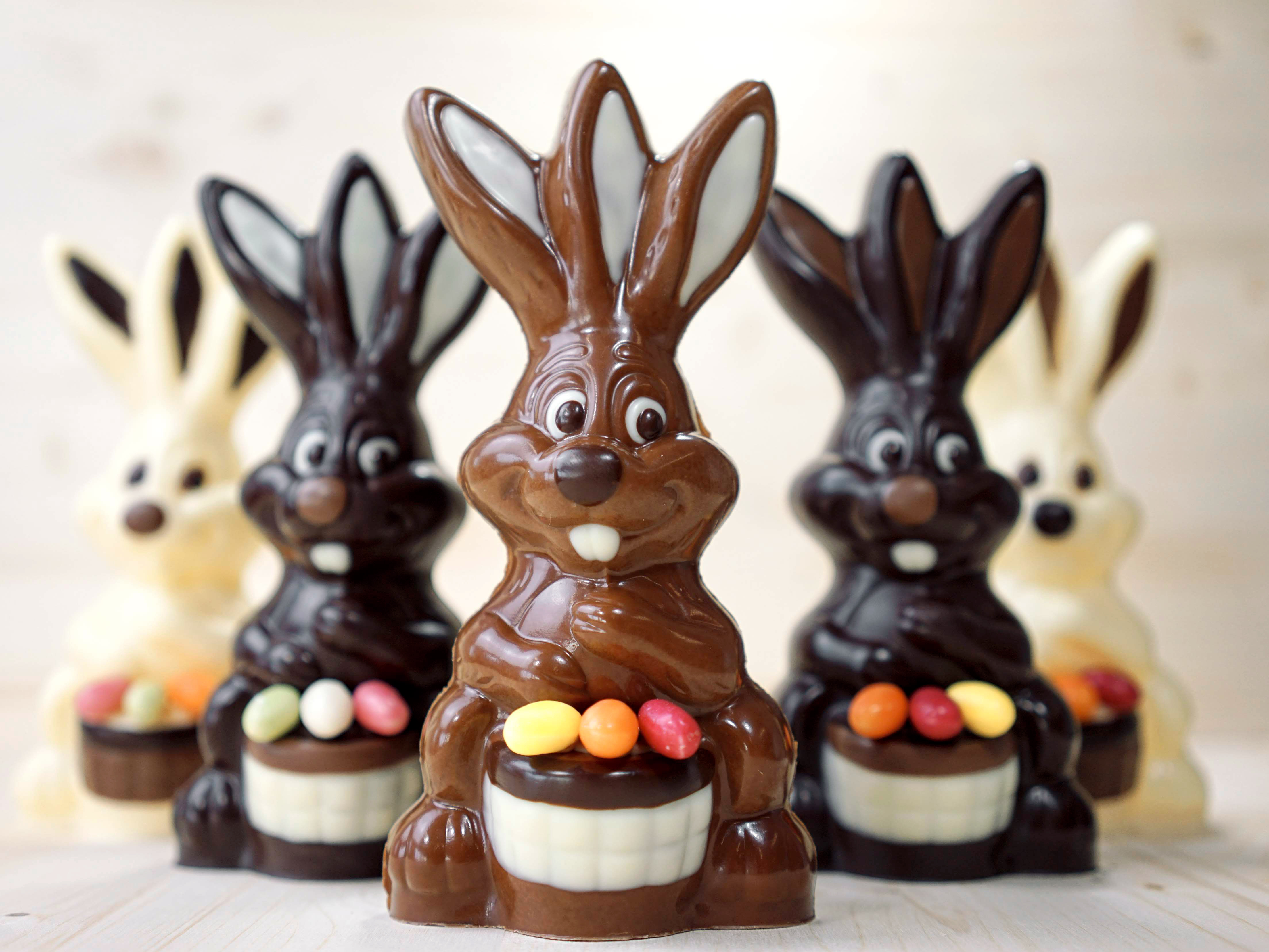
пасхальные шоколадные кролики
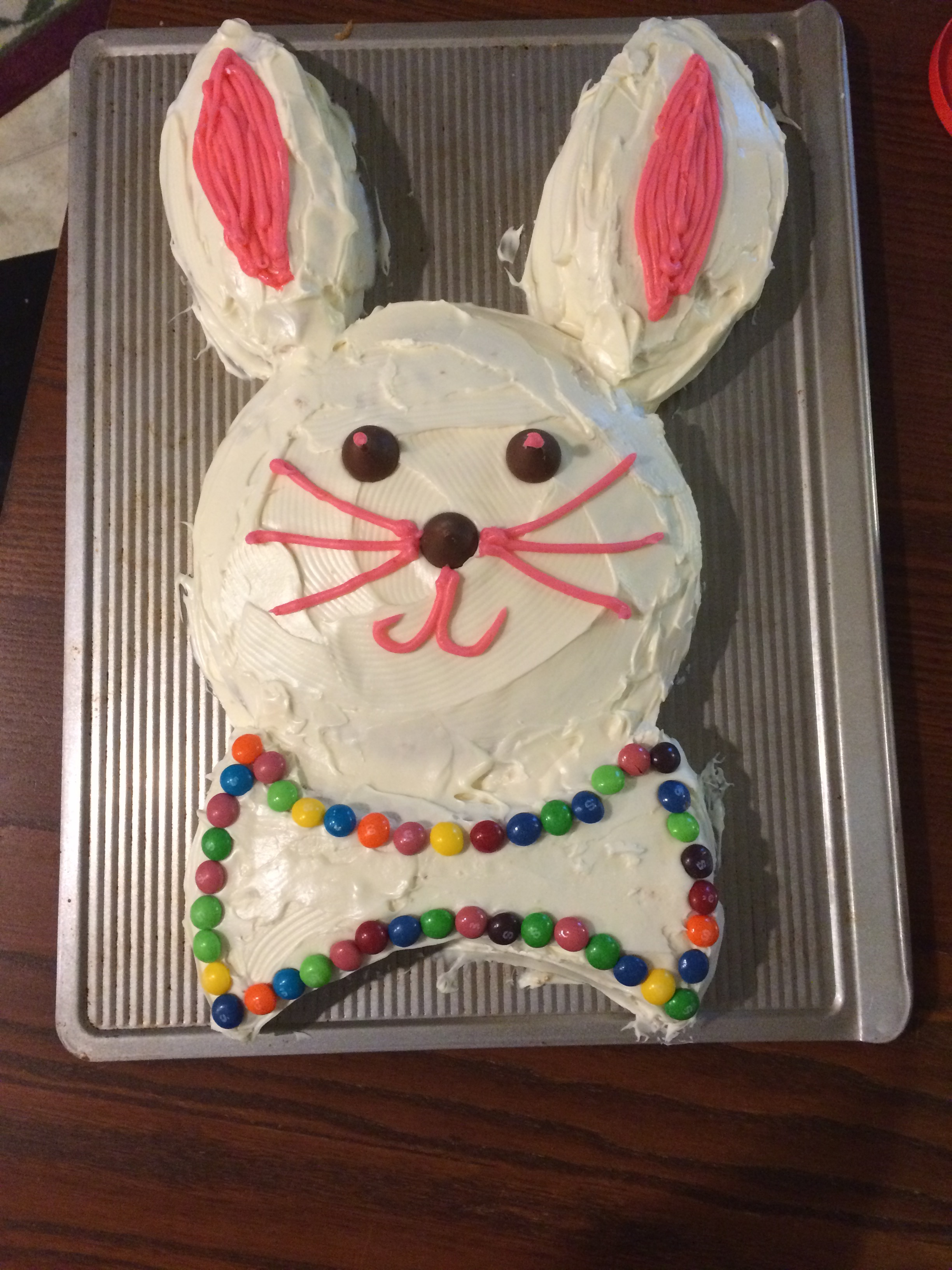
пасхальный торт в виде кролика
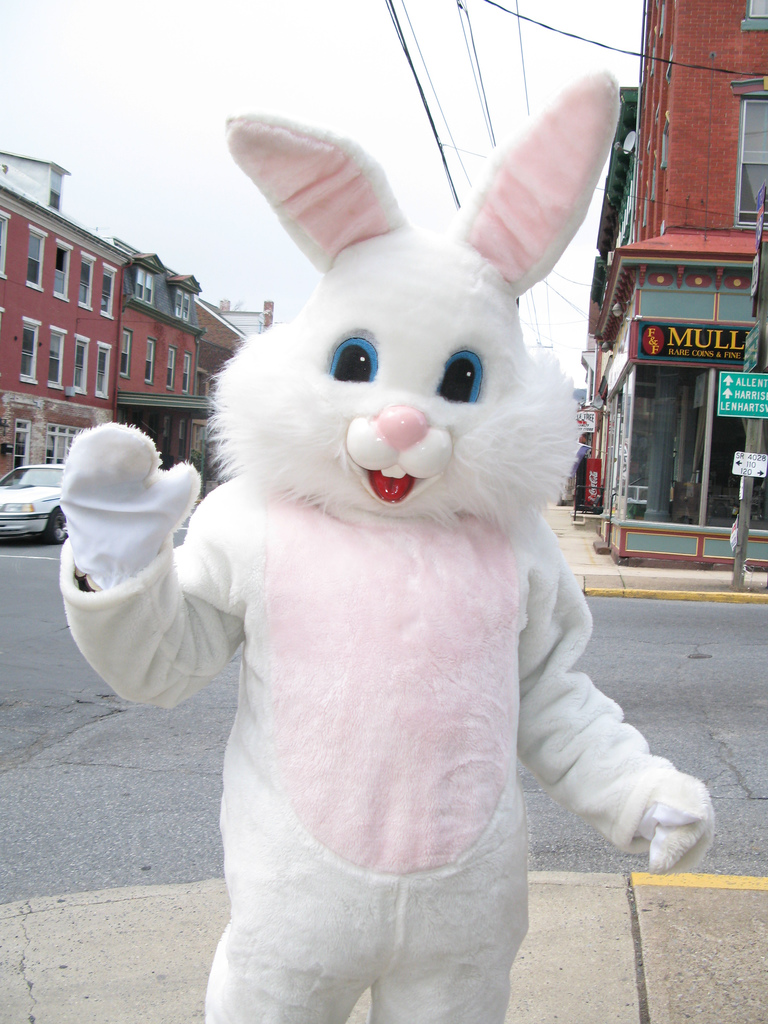
человек в костюме пасхального кролика
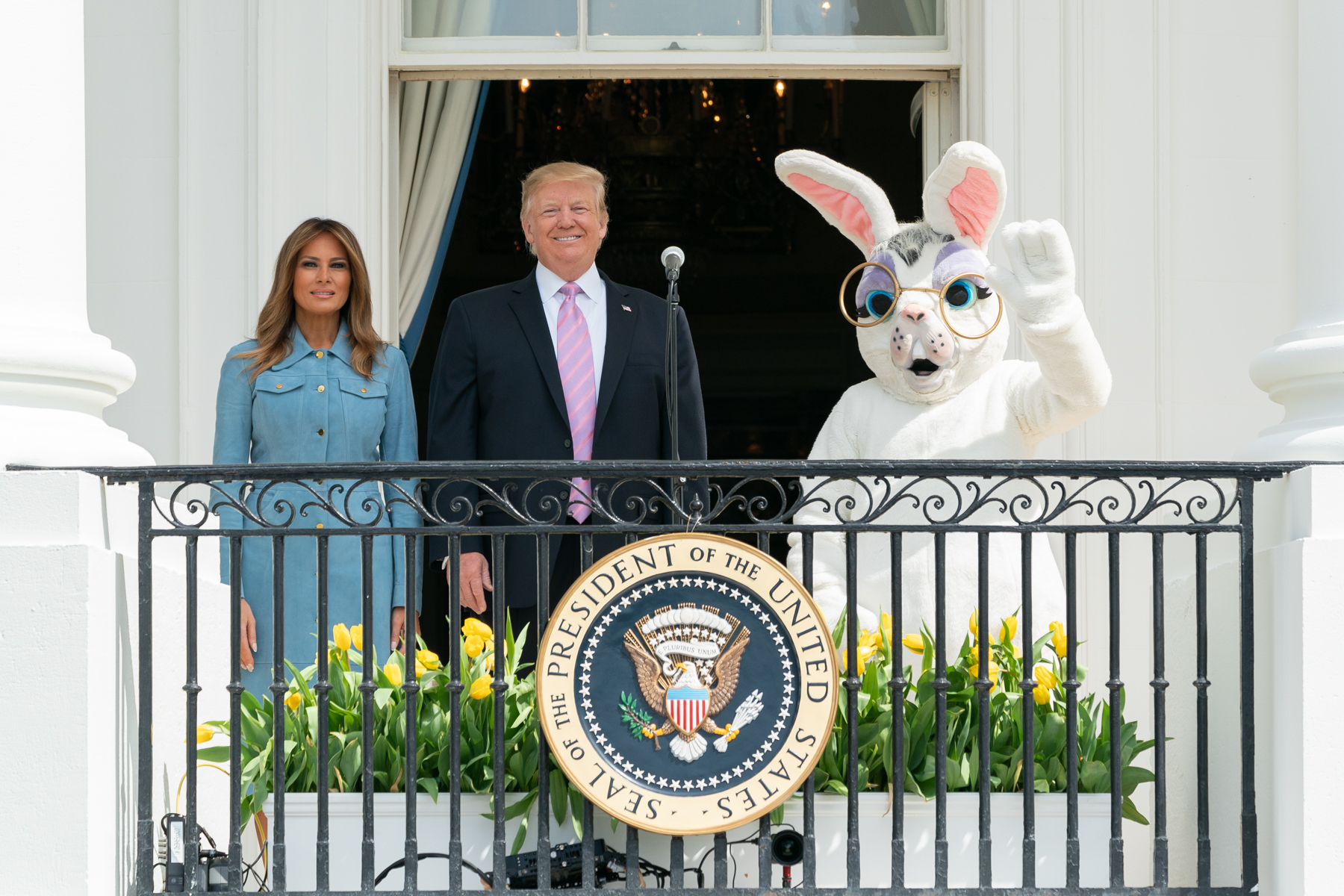
Дональд Трамп с женой и человеком в костюме пасхального кролика на Пасху 2019 года
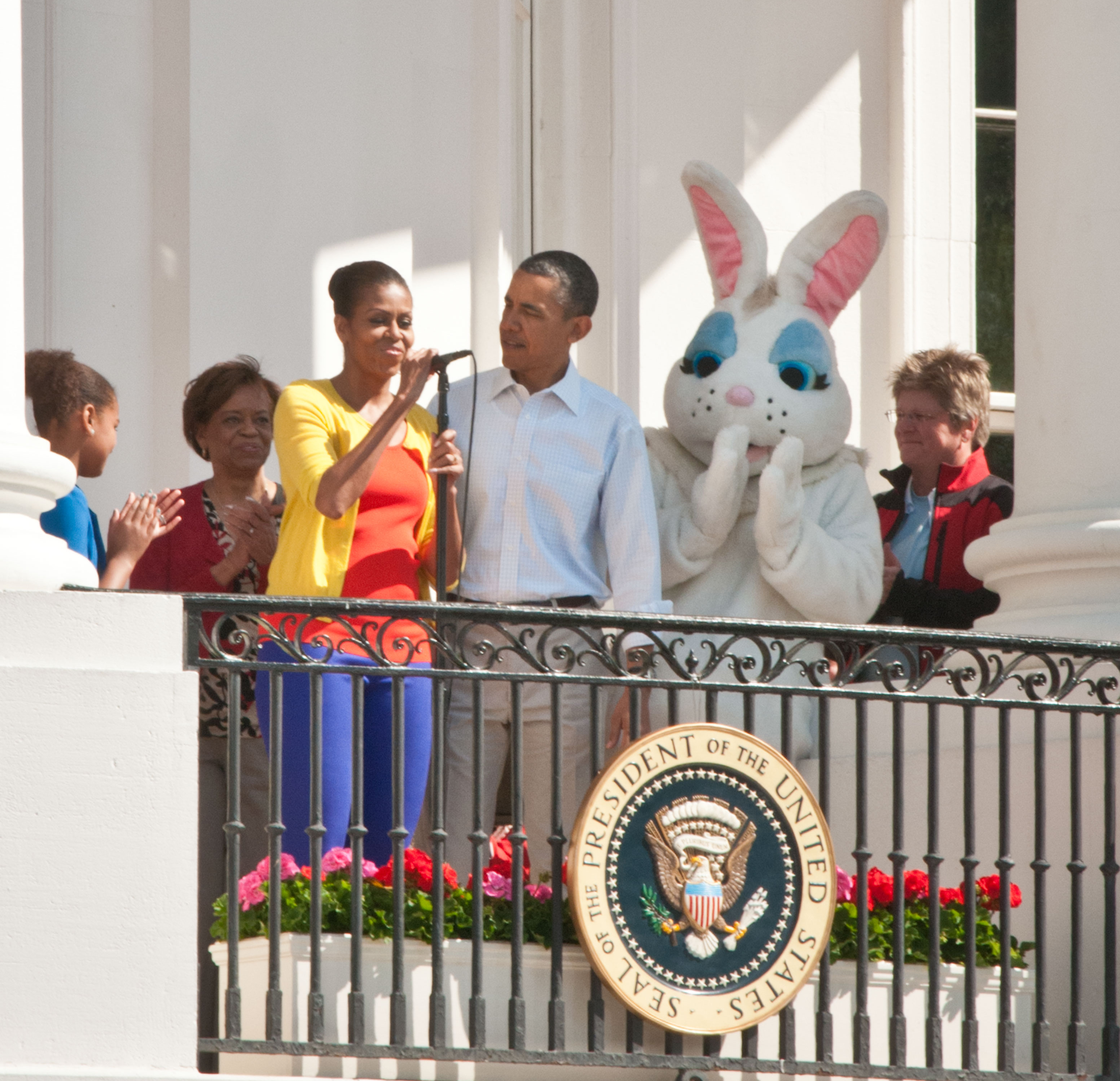
Барак Обама с женой и человеком в костюме пасхального кролика
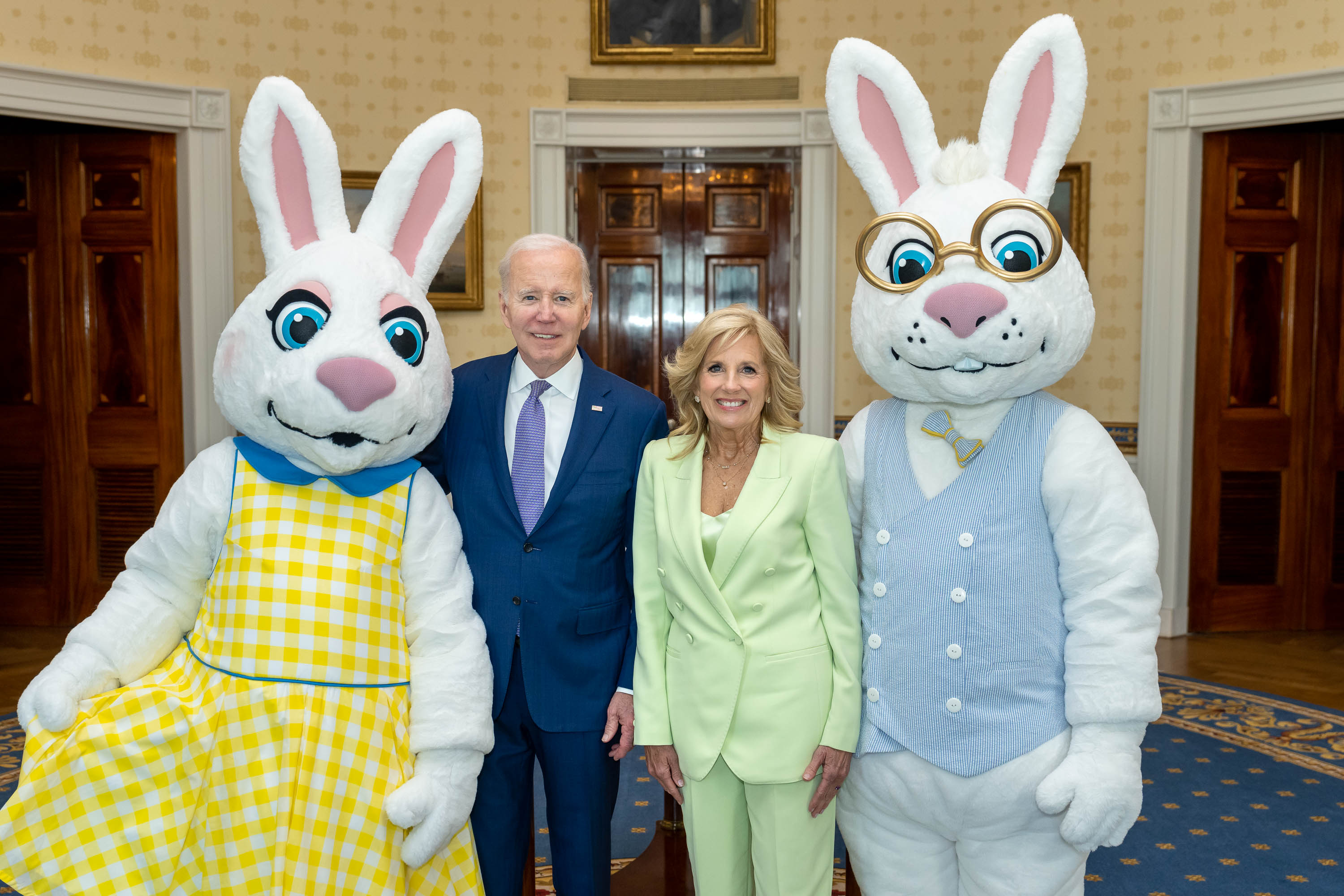
2023 год Джо Байден с женой и людьми в костюмах кроликов
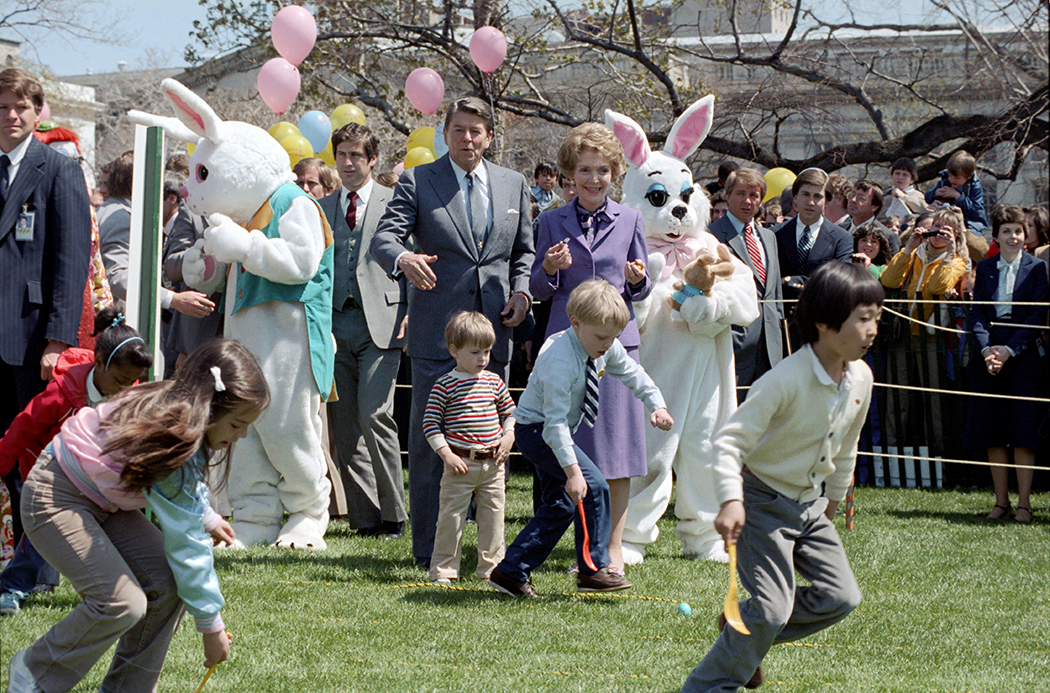
Рональд Рейган с женой 1982 год и кролики

## Музей пасхального зайца
В Германии эта традиция распространена очень широко. В 1991 году в Мюнхене при Центре необычных музеев коллекционер Манфред Клауда (1936—2000) создал Музей пасхального зайца, который был занесён в Книгу рекордов Гиннесса. Музей экспонировал более 1000 фарфоровых, деревянных, тряпичных и керамических, а также изготовленных из папье-маше, сахара и воска зайцев, формы для изготовления пасхальных зайцев из марципана и шоколада, открытки, фигурки зайцев с часами, механических зайцев и т. д. Музей был закрыт в 2005 году — через пять лет после смерти Манфреда Клауды.